# G7

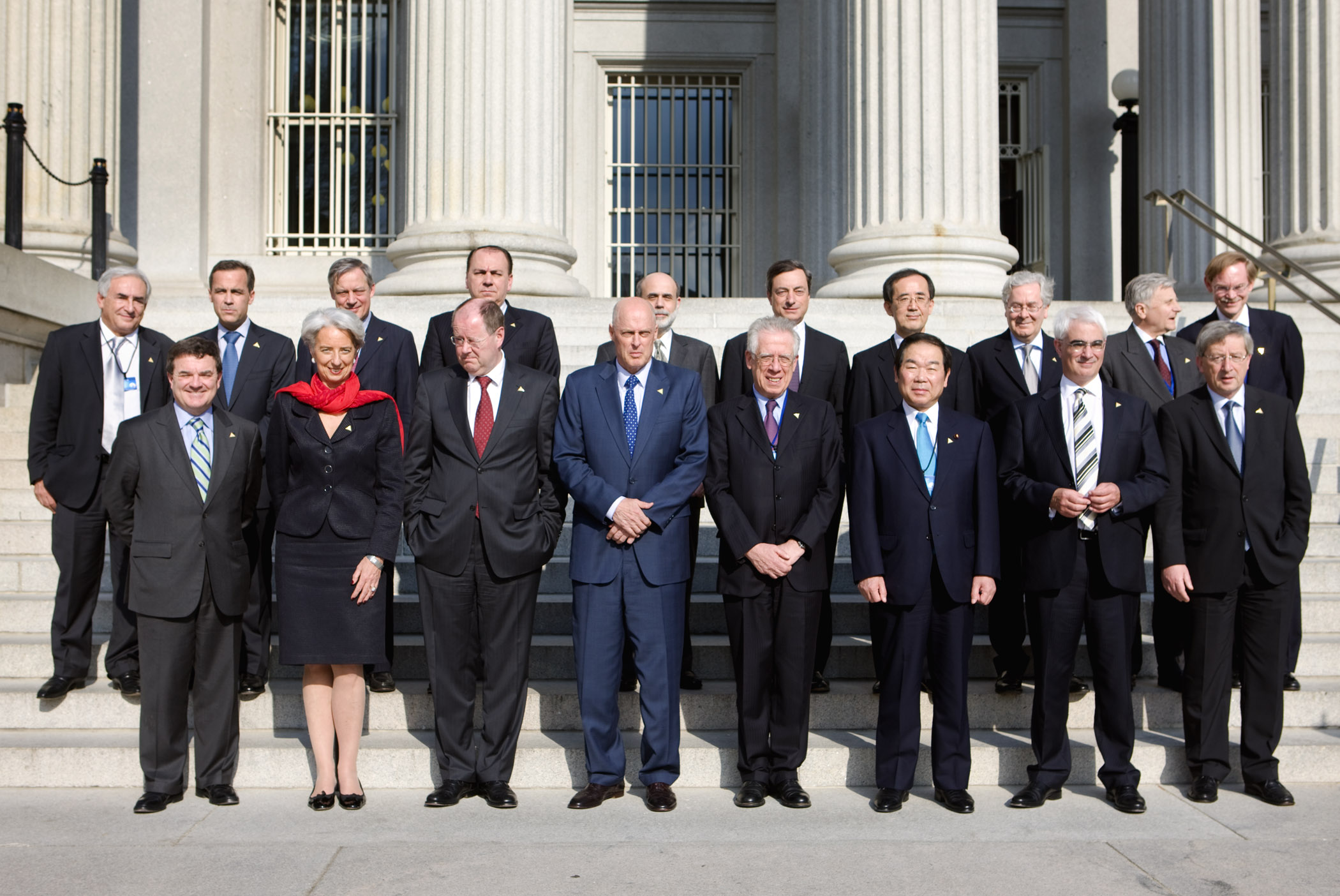
A G7 pénzügyminiszterei a 2008 októberi washingtoni találkozón

A G7 – az angol Group of Seven (Hetek csoportja) rövidítése – az iparilag legfejlettebb demokratikus országok csoportja vezetőinek informális fóruma. A csoport tevékenysége kiegészíti azt a szerepet, amelyet a G20-csoport tölt be.
A G7 nem tévesztendő össze a G8-cal, amely ezen országok és Oroszország kormányfőinek évenkénti találkozója.

## Ismertetése
A G7-csoport pénzügyminiszterei rendszeresen (általában évente kétszer) találkoznak, hogy megvitassák a gazdaságpolitika kérdéseit. Az államok vezetői évente csúcstalálkozót tartanak, melyek meghatározó szerepet töltenek be a nemzetek közötti párbeszéd és a globális kihívásokra adott politikai válaszlépések alakításában.
A G7 döntései nem rendelkeznek jogi erővel, de mivel tagjai gazdasági nagyhatalmak, döntéseiknek tényleges hatásuk van. Az a politikai irány, amelyet a csoport tagjainak vezetői az egyes szakpolitikai területeken kijelölnek, sok nemzetközi szervezet és intézmény tevékenységét meghatározza.

## Története
Története 1973-ra nyúlik vissza, de a „hetek” hivatalosan 1976-ban jött létre, amikor Kanada csatlakozott a „hatok” – (Franciaország, Németország, Olaszország, Japán, Egyesült Királyság, Egyesült Államok – csoportjához. A G7 pénzügyminiszterei 2008. április 11-én és október 10-én Washingtonban, 2009. február 14-én pedig Rómában gyűltek össze, hogy megvitassák a 2007–2010-es pénzügyi válságot. Találkozóik később rendszeressé váltak.
A G7-ben az Európai Unió (EU) is képviselteti magát. Az EU elődjének számító Európai Közösség képviselői először 1977-ben vettek részt a G7-ek csúcstalálkozóján. Mivel az Európai Unió nem szuverén tagállam, a soros elnökséget sem töltheti be, de 1981 óta a G7-csoport mindegyik munkaülésén részt vesz.

## A 2020-as évek
A koronavírus-járvány és az Ukrajna elleni orosz agresszió sokkhatást váltott ki a világban, ami nagy mértékben súlyosbította a globális agrár- és élelmiszeripari rendszer előtt álló kihívásokat. Ezek tovább fokozzák a világ élelmezésbiztonságára nehezedő nyomást, melynek kiváltó okai között mindenekelőtt az éghajlatváltozást említik.
Ennek hatására a G7-ek és más nemzetközi fórumok ismét az globális élelmezésbiztonságot tették meg első helyre a nemzetközi közösség által elérendő célok sorában. Fél évtizedes távollét után a G7-csoport mezőgazdasági miniszterei ismét munkacsoportot alakítottak, hogy a mezőgazdaság kerüljön vissza a G7-ek állandó munkaterületei közé. Erre a 2022. évi német elnökség alatt, két külön miniszteri ülés formájában került sor.
Az évtized eddigi és a soron következő G7-elnökségei:
- 2020 – Egyesült Államok
- 2021 – Egyesült Királyság
- 2022 – Németország
- 2023 – Japán
- 2024 – Olaszország

## G7 vezetők jelenleg

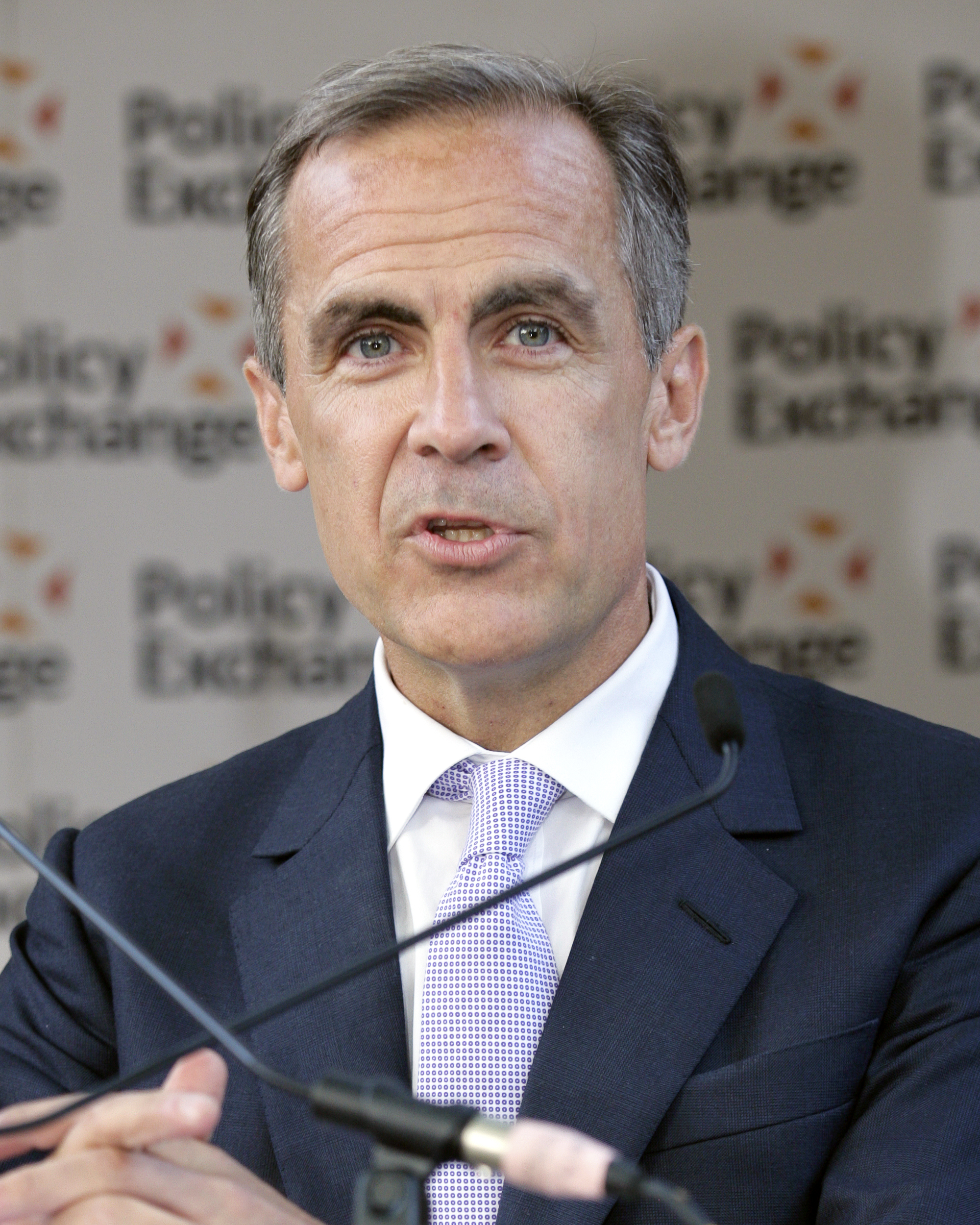
Mark Carney Hivatalban: Kanada 2025–
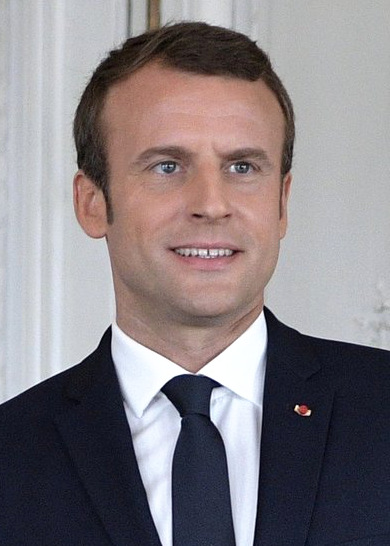
Emmanuel Macron Hivatalban: 2017–
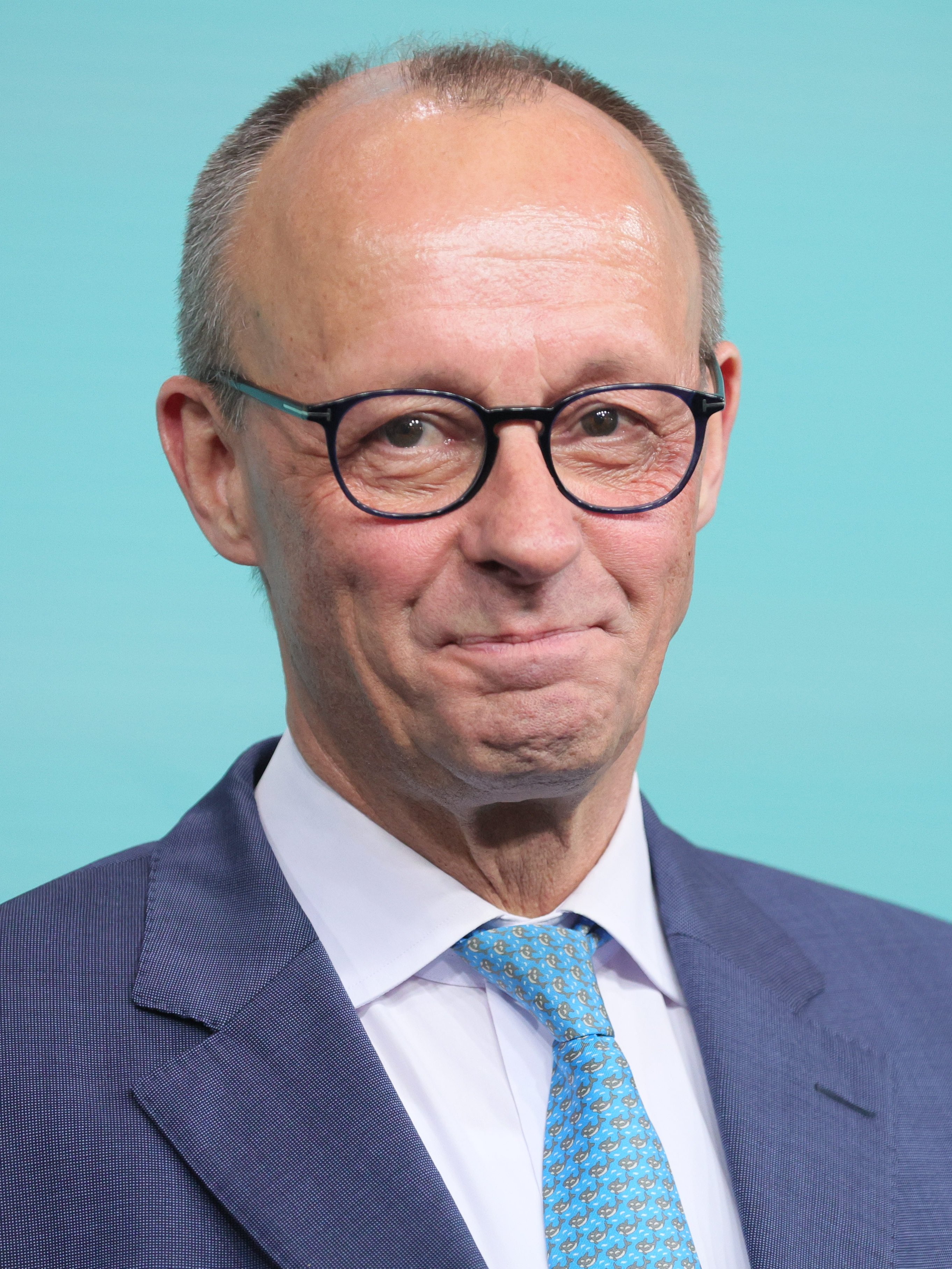
Friedrich Merz Hivatalban: 2025–
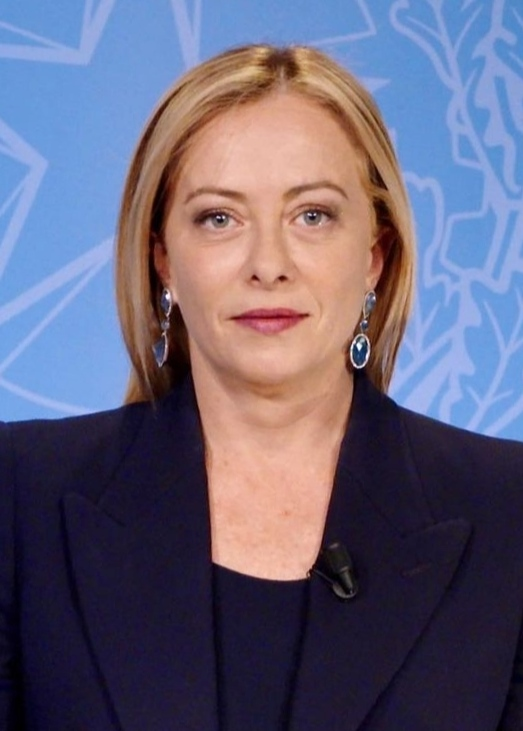
Giorgia Meloni Hivatalban: 2022–
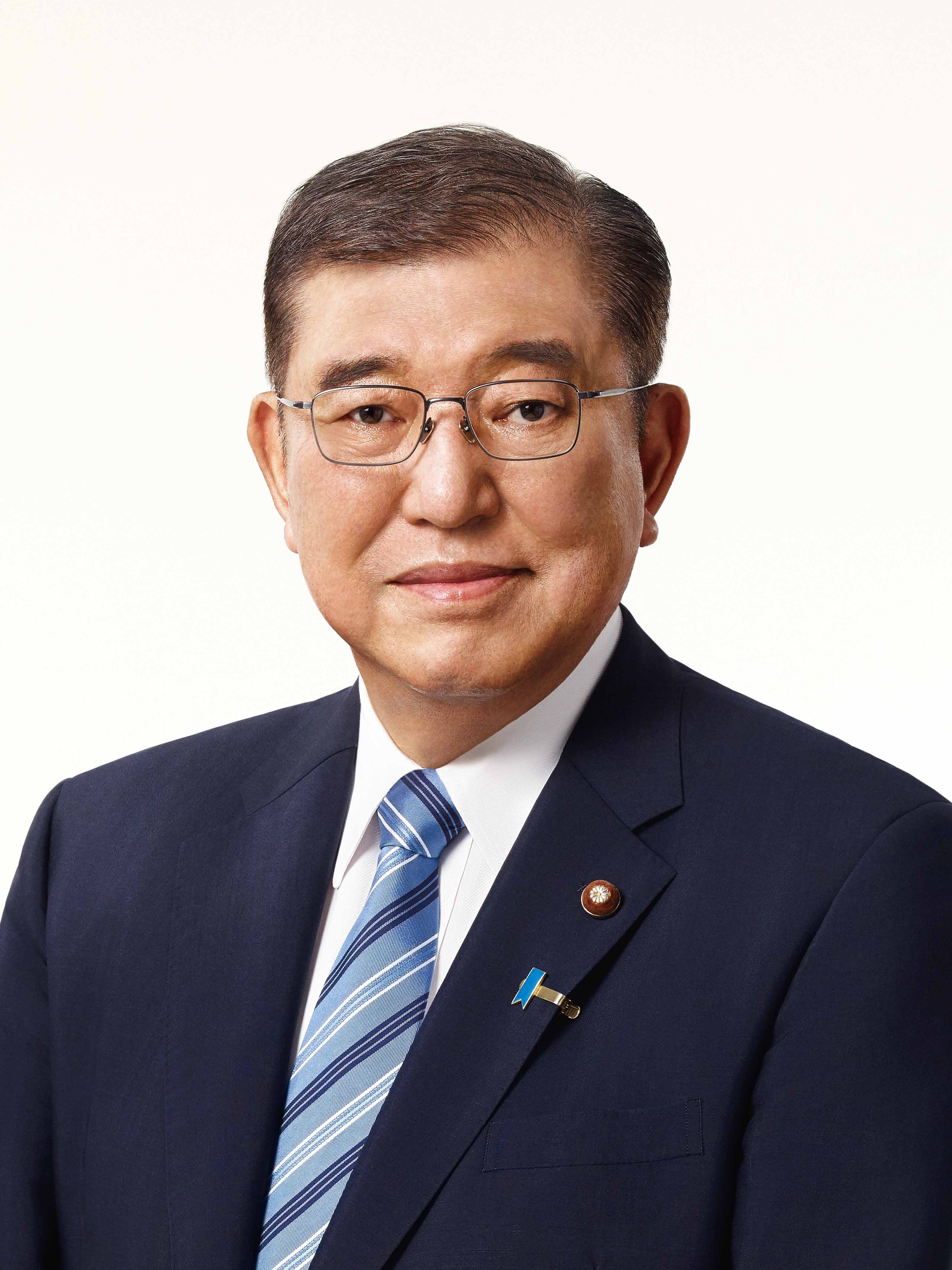
Isiba Sigeru Hivatalban: 2024–
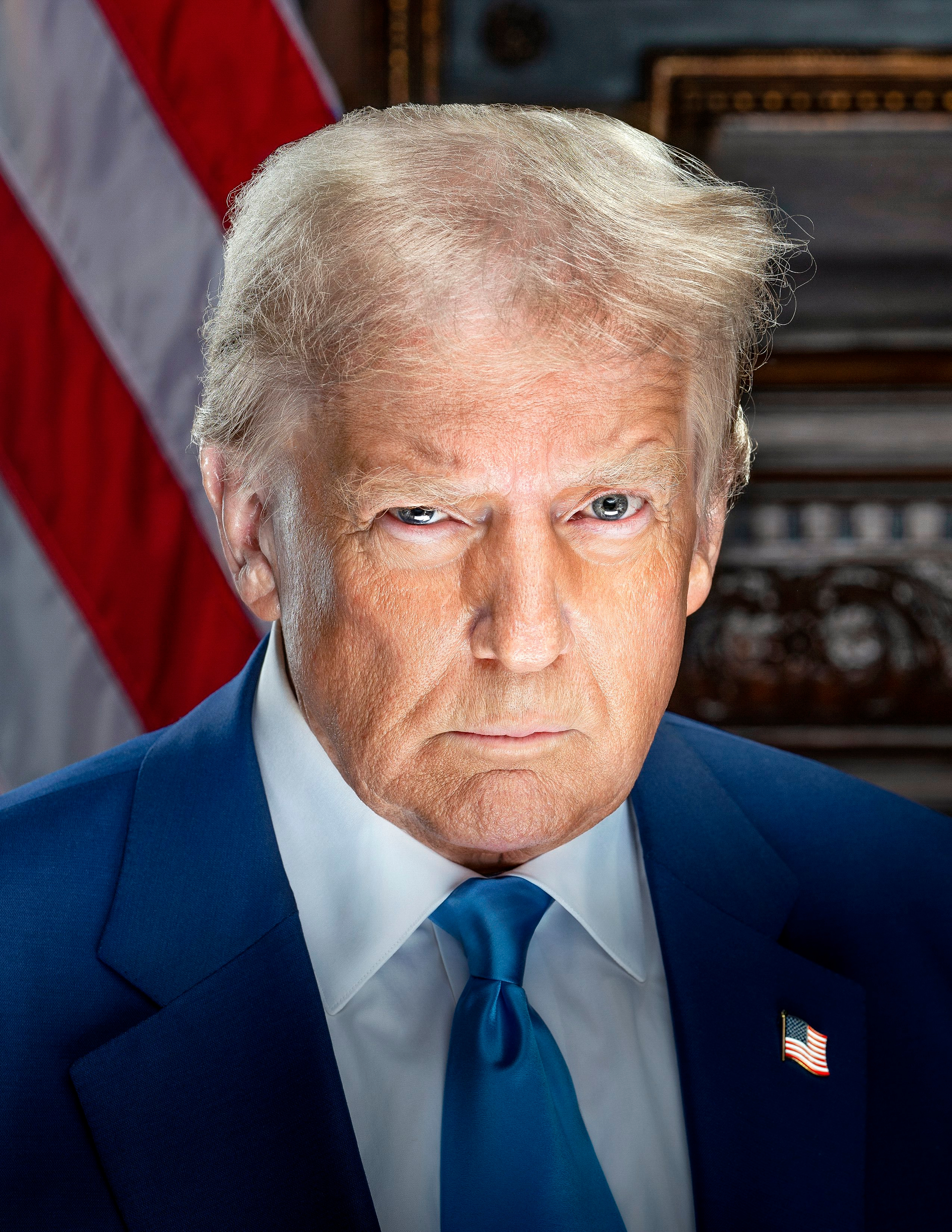
Donald Trump Hivatalban: 2025–
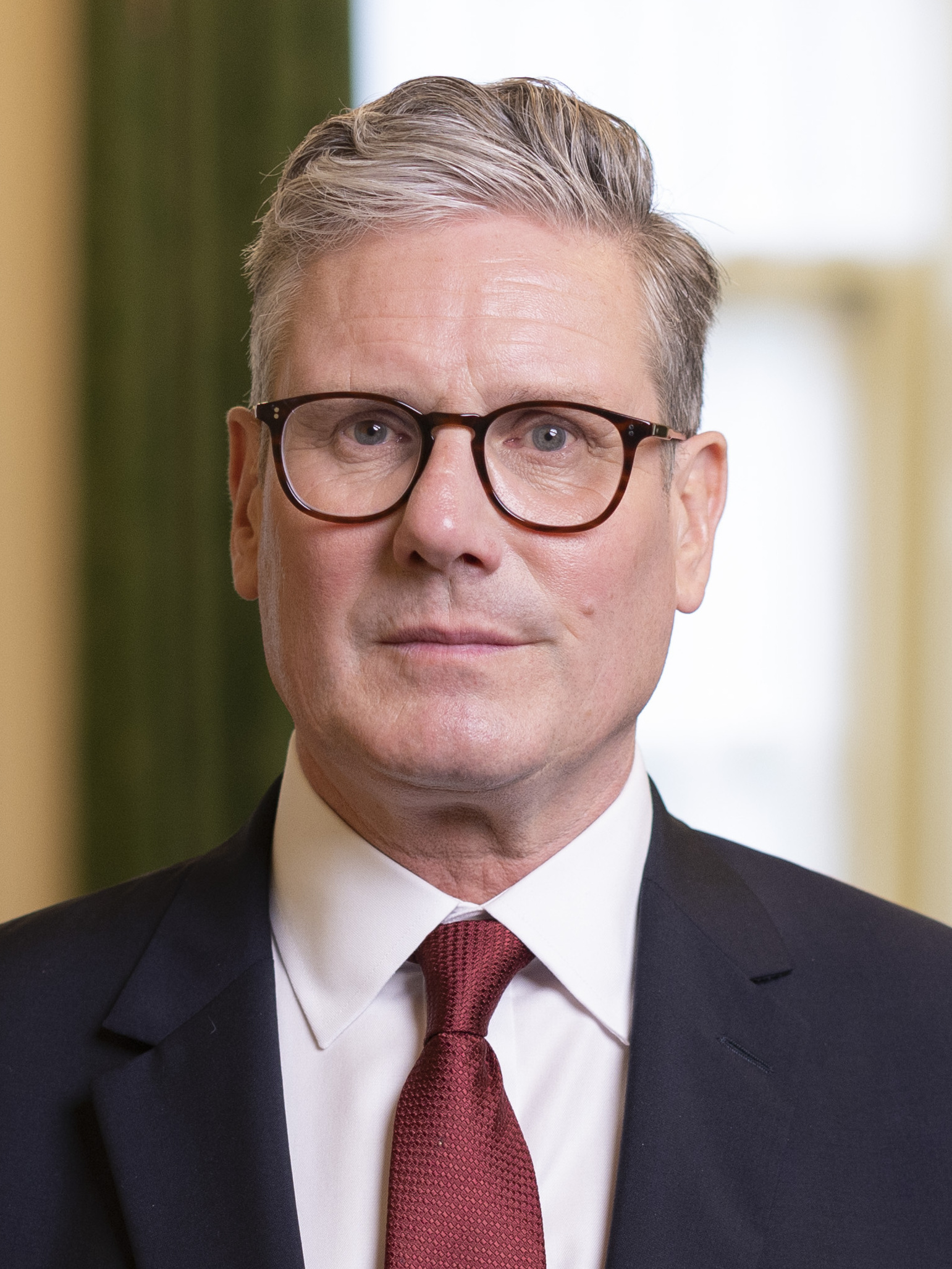
Keir Starmer Hivatalban: 2024–
(60 éves)
- Emmanuel Macron
Hivatalban:
  Franciaország
2017–
(47 éves)
- Friedrich Merz
Hivatalban:
  Németország
2025–
(69 éves)
- Giorgia Meloni
Hivatalban:
  Olaszország
2022–
(48 éves)
- Isiba Sigeru
Hivatalban:
  Japán
2024–
(68 éves)
- Donald Trump
Hivatalban:
  Amerikai Egyesült Államok
2025–
(79 éves)
- Keir Starmer
Hivatalban:
  Egyesült Királyság
 2024–
(62 éves)

## Lásd még
- G8
- G20
- G33

## Fordítás
- Ez a szócikk részben vagy egészben a G7 című angol Wikipédia-szócikk ezen változatának fordításán alapul.  Az eredeti cikk szerkesztőit annak laptörténete sorolja fel. Ez a jelzés csupán a megfogalmazás eredetét és a szerzői jogokat jelzi, nem szolgál a cikkben szereplő információk forrásmegjelöléseként.